# Porträt des Eugène Manet

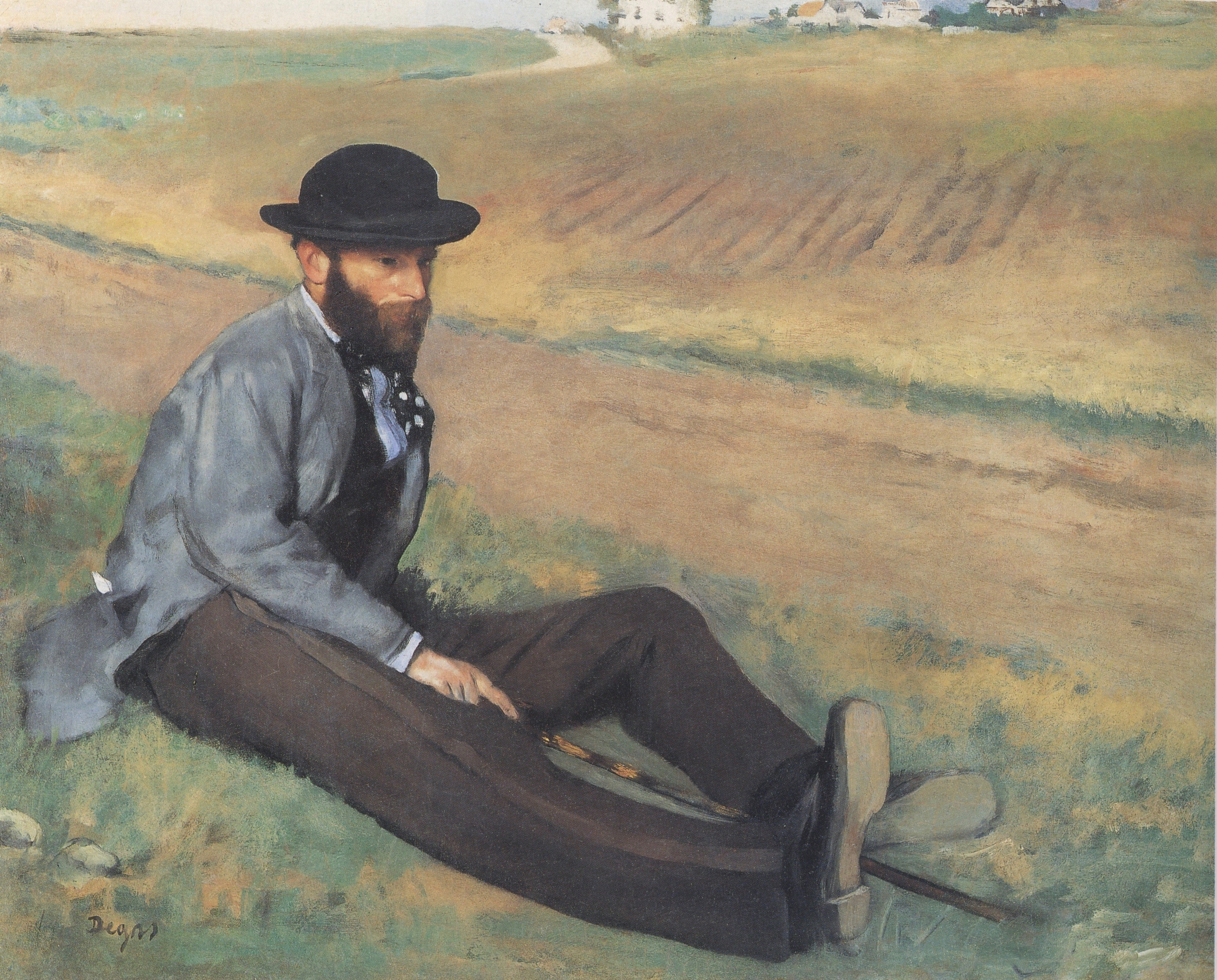
Porträt des Eugène Manet
Edgar Degas, 1874
65,2 × 81 cm
Öl auf Leinwand
Privatsammlung

Das Porträt des Eugène Manet (kurz auch Eugène Manet, französisch: Portrait d’Eugène Manet) ist ein Gemälde von Edgar Degas. Das in Öl auf Leinwand gemalte Bild hat eine Höhe von 65,2 cm und eine Breite von 81 cm. Das Bild war ein Hochzeitsgeschenk an die mit dem Maler befreundete Berthe Morisot und den im Bild dargestellten Eugène Manet, ein Bruder des Malers Édouard Manet. Das Bild befindet sich in einer Privatsammlung.

## Bildbeschreibung
Im Gemälde zeigt Degas das Porträt von Eugène Manet. Er hat ihn in einer Landschaft sitzend, seitlich von vorn und mit dem Rücken zum linken Bildrand wiedergegeben. Während Manet sein linkes Bein etwas angewinkelt hat, liegt das rechte Bein ausgestreckt im Gras. An der Außenseite seiner braunen Hose findet sich ein abgesetzter schmaler Streifen, der die lange Horizontale des Beins unterstreicht. Seine Schuhe haben ein schwarzes Obermaterial, von dem sich kontrastreich die helle Farbe der Sohlen abhebt. Mit der rechten Hand hält er einen zwischen den Beinen liegenden dunklen Spazierstock fest, der im oberen Bereich ein Streifenmuster aufweist. Manets linker Arm ist nicht zu sehen. Möglicherweise stützt er sich damit seitlich nach hinten ab. Sein Oberkörper ist leicht nach vorn geneigt. Er trägt eine blaugraue Jacke, deren unteres Ende bis auf das Gras reicht. Aus einer angedeuteten Außentasche schaut der Zipfel eines weißen Tuches hervor. Unter der geöffneten Jacke ist ein dunkles Oberteil – möglicherweise eine Weste – mit V-Ausschnitt und darunter ein weißes Hemd zu sehen. Um den Hals hat Manet ein schwarzes Tuch mit weißen Punkten gebunden. Den Kopf bedeckt ein bis über die Stirn gezogener schwarzer Hut mit breiter Krempe. Große Teile des Gesichts werden von einem dunklen Vollbart bedeckt. Haut ist lediglich im Bereich um Augen, Nase und das rechte Ohr zu sehen. Der Kopfhaltung ist aufrecht, der Blick richtet sich nach vorn zum rechten Bildrand. Ob Manet dort einen Punkt außerhalb des Bildes fixiert oder gedankenverloren ins Leere schaut, bleibt offen.
Große Teile des Bildes sind der Darstellung der Landschaft vorbehalten. Im Vordergrund ist die Grasfläche zu sehen, auf der Eugène Manet Platz genommen hat. Degas hat das Gras wenig detailreich mit Tupfen und kurzen Strichen in Grün- und Gelbtönen gemalt, während beispielsweise das Gesicht Manets in Feinmalerei ausgeführt wurde. Vorn links liegen zwei graue Steine im Gras, unter denen der Maler die Signatur „Degas“ angebracht hat. Hinter Manet wird die Grasfläche von einem sandfarbener Weg begrenzt, der vom linken zum rechten Bildrand abfallend verläuft. Dahinter erstreckt sich ein gelbes Feld mit Ackerfurchen, bei dem es sich um ein – abgeerntetes – Getreidefeld handeln könnte. Kurz unterhalb der Horizontlinie ist mittig in der Ferne ein kurviger heller Weg zu erkennen, der auf weiße Häuser am rechten oberen Rand zuführt. Links oben gibt es einen schmalen graublauen Streifen, bei dem es sich sowohl um die Darstellung des Himmels, als auch um die Ansicht des Meeres handeln könnte.

## Hintergründe zur Entstehung des Bildes
Degas kannte den im Bild porträtierten Eugène Manet wahrscheinlich seit den 1860er Jahren. Er war mit dessen Bruder, den Maler Édouard Manet, befreundet und verkehrte in denselben gesellschaftlichen Kreisen wie die Familie Manet. Zum Umfeld von Degas und den Manets gehörte zudem die Malerin Berthe Morisot. Sie und Eugène Manet kamen sich 1873 während der Sommerferien in der Normandie näher und heirateten im Dezember 1874. Degas malte das Porträt des Eugène Manet wenige Wochen zuvor im Herbst 1874 und schenkte es dem Paar zur Hochzeit. Die Porträtsitzungen fanden in der Wohnung von Morisot statt, der Hintergrund entsprang der Phantasie des Malers.
Die Darstellung des im Gras sitzenden Eugène Manet ist ungewöhnlich im Werk von Degas. Möglicherweise orientierte er sich hierbei an Gemälden des Freundes Édouard Manet. Dieser hatte seinen Bruder in zwei seiner Bilder in ähnlicher Haltung porträtiert. Zum einen erscheint Eugène Manet als rechte sitzende Figur in dem berühmten Bild Das Frühstück im Grünen (Musée d’Orsay, Paris) von 1863, zum anderen ist er in Am Strand (Musée d’Orsay, Paris) von 1873 zu sehen. Bei den Modellsitzungen für Das Frühstück im Grünen wechselte er sich zeitweilig mit seinem Bruder Gustave ab. Bereits in diesem Bild gehört ein Spazierstock in der Hand zur Requisite des sitzenden Mannes. Ein ebenfalls im Porträt des Eugène Manet zu findender Spazierstock könnte, ebenso wie die Freizeitkleidung und die lässige Pose, den inzwischen 41-jährigen Manet als Müßiggänger charakterisieren, der zu dieser Zeit keinen Beruf ausübte. Im Gemälde Am Strand hat Édouard Manet seinen Bruder Eugène zusammen mit seiner Ehefrau Suzanne Manet am Strand von Berck an der Küste der Normandie porträtiert. Dieses Bild entstand direkt vor Ort während der Ferien, in denen sich Eugène Manet und Berthe Morisot kennenlernten.
Das Porträt des Eugène Manet kann aber auch als Degas’ künstlerische Antwort auf ein Werk von Berthe Morisot gesehen werden. In Die Lesende (Cleveland Museum of Art) von 1873 hatte Morisot ihre Schwester Edma im Gras sitzend bei der Lektüre eines Buches porträtiert. Sowohl die sitzende Person im Gras, wie auch der Hintergrund mit der hoch angesetzten Horizontlinie und dem geschwungenen Weg ist in den Gemälden von Degas wie von Morisot vorhanden. Moriot hatte das Bild zur ersten Gruppenausstellung der Impressionisten im Frühjahr 1874 ausgeliehen, bei der auch Degas einige seiner Werke zeigte. Das Porträt des Eugène Manet wurde bei der zweiten Gruppenausstellung der Impressionisten 1876 öffentlich ausgestellt.

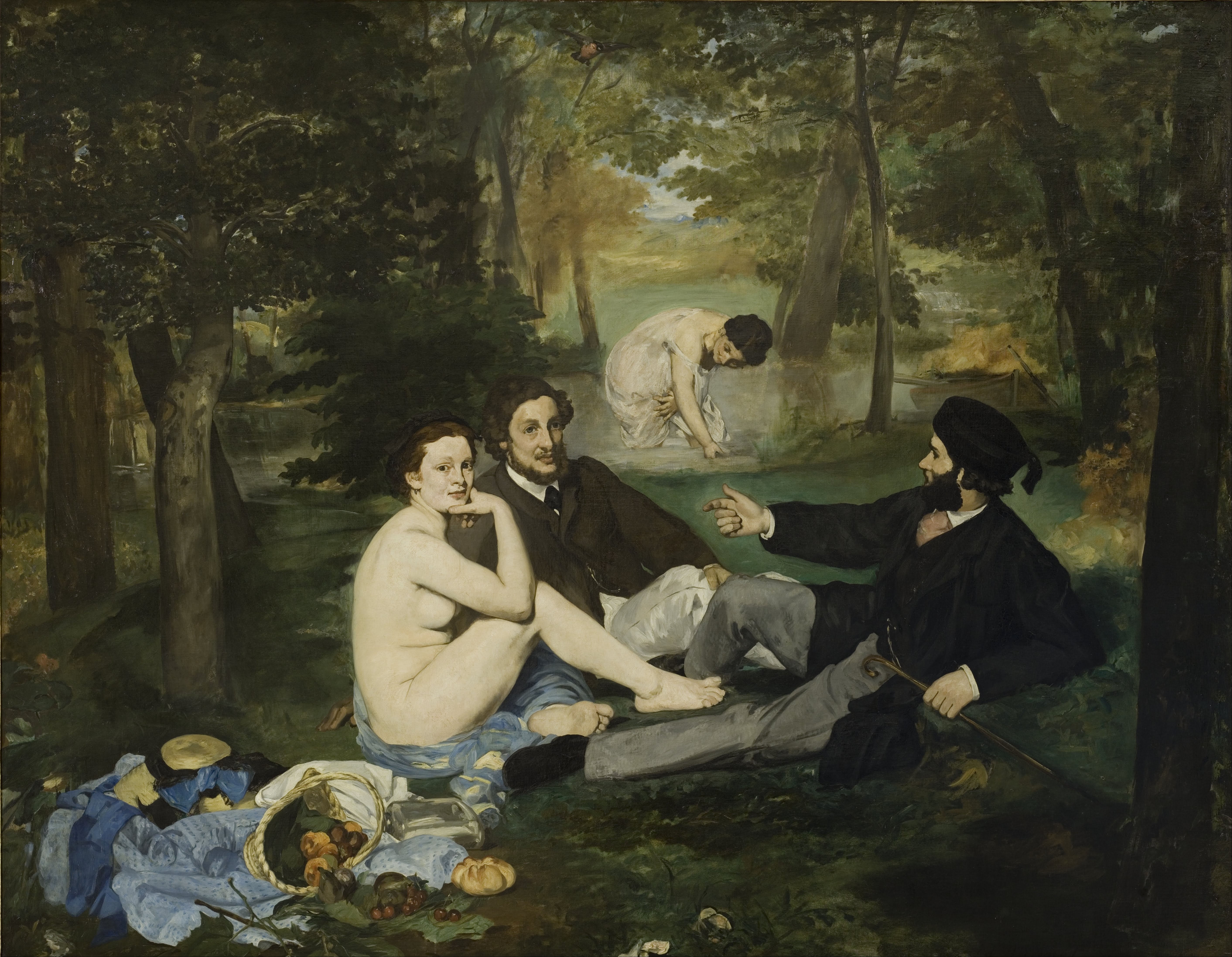
Édouard Manet: Das Frühstück im Grünen, 1863
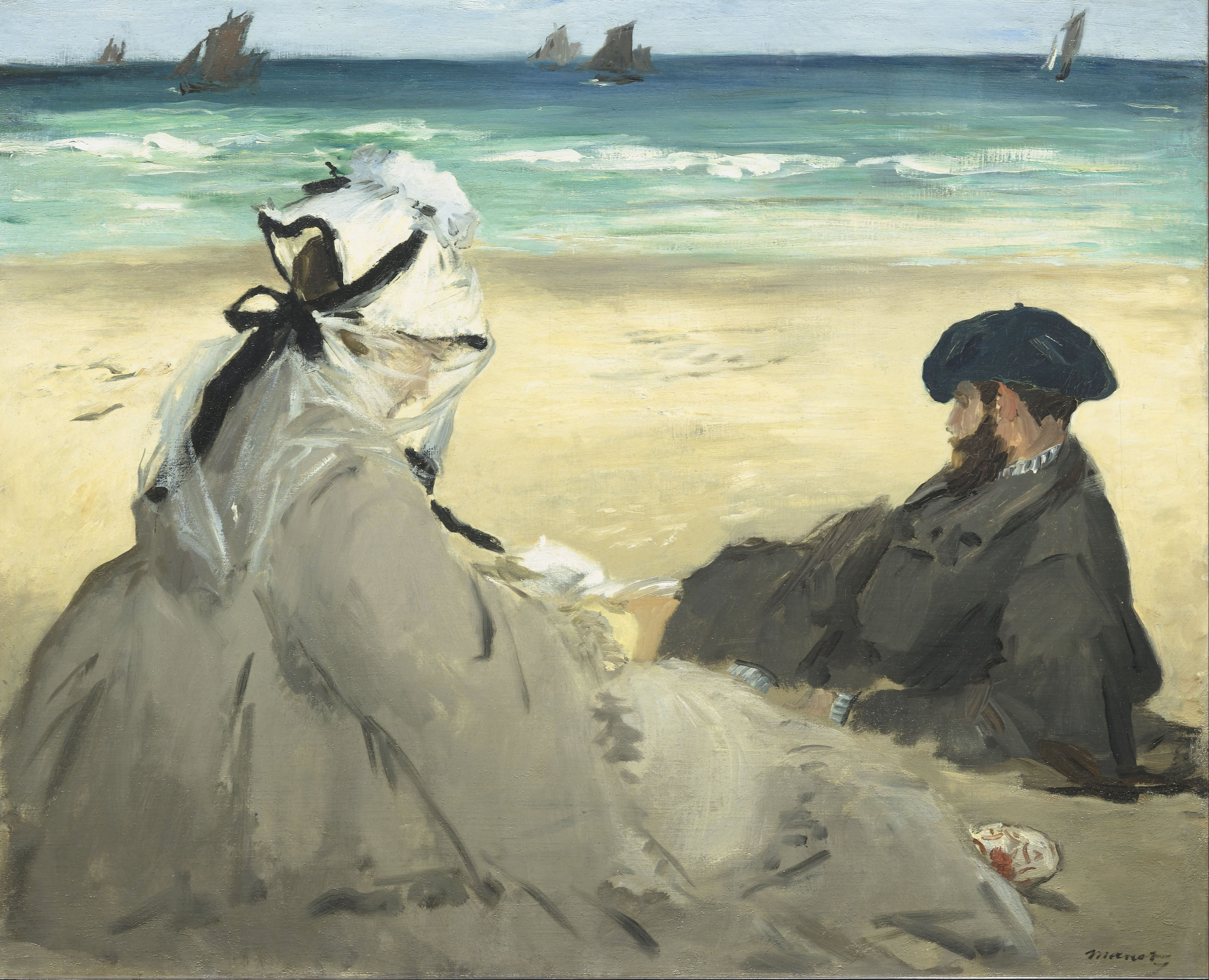
Édouard Manet: Am Strand, 1873
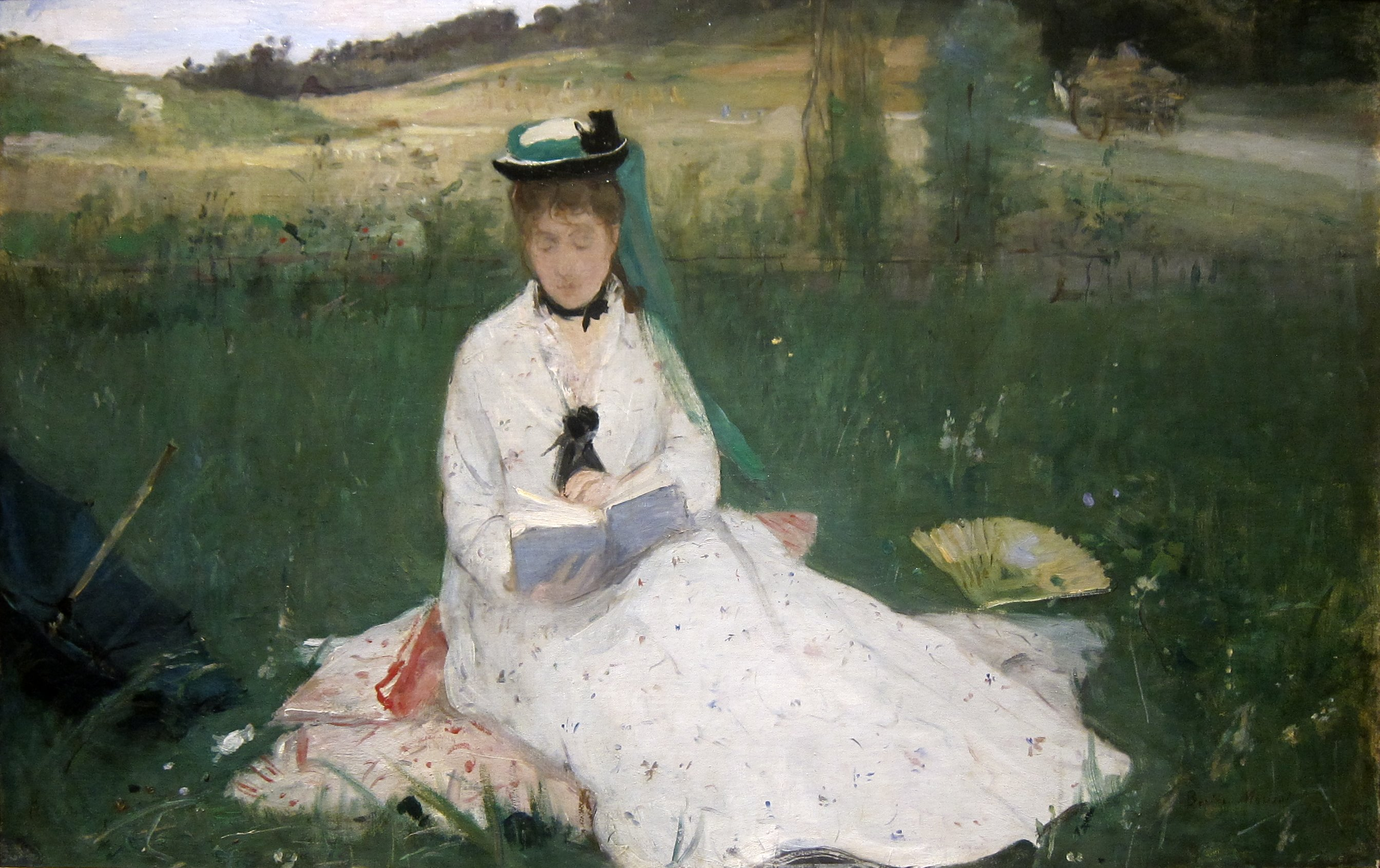
Berthe Morisot: Die Lesende, 1873

## Provenienz
Degas schenkte das Porträt des Eugène Manet 1874 als Hochzeitsgeschenk an Berthe Morisot und Eugène Manet. Nach dem Tod von Eugène Manet 1892 und von Berthe Morisot 1895 erbte deren einziges Kind Julie Manet das Gemälde. Sie behielt es bis zu ihrem Tod 1966. Ihre Erben ließen das Bild am 19. Mai 1981 in der New Yorker Filiale des Auktionshauses Christie’s versteigern, wo es für 2,2 Millionen US-Dollar an den Sammler Joseph Hotung ging. Nach seinem Tod wurde das  Bild am 7. Dezember 2022 in der Londoner Filiale des Auktionshauses Sotheby’s für 6.338.200 britische Pfund an einen unbekannten Bieter verkauft.